# 格劳科·维拉斯·博阿斯
格劳科·维拉斯·博阿斯（Glauco Villas Boas，1957年3月10日—2010年3月12日）是一位巴西漫画家和卡通画家。他为巴西主要报纸创作了许多政治幽默漫画。他是漫画角色Geraldão的创造者。